# Earl of Ranfurly

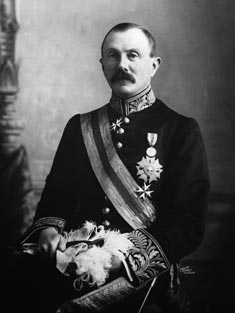
Uchter John Mark Knox, 5. Earl of Ranfurly

Earl of Ranfurly, of Dungannon in the County of Tyrone, ist ein erblicher britischer Adelstitel in der Peerage of Ireland.
Familiensitz der Earls ist Maltings Chase in Nayland, Essex.

## Verleihung und nachgeordnete Titel
Der Titel wurde am 14. September 1831 an Thomas Knox, 2. Viscount Northland verliehen, der zuvor viele Jahre das County Tyrone im irischen und später im britischen House of Commons vertreten hatte.
Der Earl hatte bereits 1818 von seinem Vater die fortan nachgeordneten Titel Baron Welles, of Dungannon in the County of Tyrone, und Viscount Northland, of Dungannon in the County of Tyrone, geerbt, die diesem am 16. Januar 1781 bzw. am 5. Juli 1791 in der Peerage of Ireland verliehen worden waren. Zudem war ihm bereits am 6. Juli 1826 in der Peerage of the United Kingdom der fortan nachgeordnete Titel Baron Ranfurly, of Ramphorlie in the County of Renfrew verliehen worden. Dieser britische Titel berechtigte im Gegensatz zu seinen Irischen zu einem Sitz im House of Lords. Der jeweilige Heir Apparent führt den Höflichkeitstitel Viscount Northland.

## Liste der Earls of Ranfurly und Viscounts Northland

### Viscounts Northland (1791)
- Thomas Knox, 1. Viscount Northland (1729–1818)
- Thomas Knox, 2. Viscount Northland (1754–1840) (1831 zum Earl of Ranfurly erhoben)

### Earls of Ranfurly (1831)
- Thomas Knox, 1. Earl of Ranfurly (1754–1840)
- Thomas Knox, 2. Earl of Ranfurly (1786–1858)
- Thomas Knox, 3. Earl of Ranfurly (1816–1858)
- Thomas Knox, 4. Earl of Ranfurly (1849–1875)
- Uchter Knox, 5. Earl of Ranfurly (1856–1933)
- Daniel Knox, 6. Earl of Ranfurly (1913–1988)
- Gerald Knox, 7. Earl of Ranfurly (* 1929)

Titelerbe ist der Sohn des jetzigen Earls, Edward Knox, Viscount Northland (* 1957).